# Pterostylis tristis
Pterostylis tristis är en orkidéart som beskrevs av John William Colenso. Pterostylis tristis ingår i släktet Pterostylis och familjen orkidéer. Inga underarter finns listade i Catalogue of Life.